# Jubileu da Juventude de 1984
O Jubileu da Juventude 1984 foi um encontro internacional patrocinado pelo Papa João Paulo II por ocasião do Ano Santo da Redenção extraordinária. Esta foi a primeira grande reunião de jovens patrocinada pela Igreja Católica. Este evento é considerado o predecessor da Jornada Mundial da Juventude, que  desde então é realizada a cada dois ou três anos, em diferentes países do mundo.
O encontro foi realizado em Roma no dia 15 de abril de 1984, Domingo de Ramos. Os jovens encontraram-se na parte da manhã  na praça em frente à Basílica de São João de Latrão para uma missa, em seguida, uma longa procissão saiu em direção à Praça de São Pedro, no Vaticano, lugar em que aconteceu o encontro com o Papa que , para a ocasião, foi acompanhado de Madre Teresa de Calcutá.
O evento contou com a participação de cerca de 300.000 pessoas, a maioria italianos, mas com uma presença significativa de jovens de outros países.